# تپه شهر سوخته ۵۲
تپه شهر سوخته شماره ۵۲ مربوط به هزاره سوم و ۲ قبل از میلاد است و در شهرستان زابل، بخش شیب آب، روستای حومه شهر سوخته واقع شده و این اثر در تاریخ ۳۰ تیر ۱۳۸۴ با شمارهٔ ثبت ۱۲۱۳۵ به‌عنوان یکی از آثار ملی ایران به ثبت رسیده است.